# Stadspost

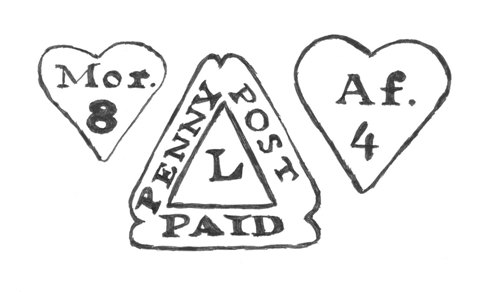
Stämplar från Penny Post.

Stadspost var lokala postinrättningar, som startades av enskilda personer eller bolag med syfte att mot betalning ombesörja regelbunden befordran av brev och andra postförsändelser inom ett stadssamhälle, antingen som komplement till de genom statliga, egentliga postförbindelserna orterna emellan eller i konkurrens med statens postverk, nämligen på sådana orter, där detta anordnat lokalbefordran. Där stadsposter inrättades i uppenbart syfte att konkurrera med statens postverk, bekämpades de av statsmakterna såsom ett intrång på postregalet. 
De äldsta kända stadsposterna inrättades i Paris och London. Under Ludvig XIV:s regering erhöll en viss de Vélayer tillstånd att i Paris inrätta en särskild stadspost, kallad Petite poste till skillnad från den vanliga posten (Grande poste). Denna förde en tynande tillvaro och upphörde snart. En av räntmästaren de Chamousset 1760 i Paris öppnad stadspost förefaller däremot ha haft stor framgång; den indrogs till kronan mot gottgörelse till de Chamousset. Den av tapetseraren Robert Murray i London 1680 startade, snart till köpmannen William Dockwra överlåtna Penny Post blev mycket populär och lönsam. Då den betraktades som ett intrång i generalpostmästarens monopol, tilldömdes den emellertid denne, och Dockwra fick en pension (som efter några år indrogs). Denna lokalpost utvecklades sedan till en mönsterinstitution i sitt slag. 
Med "Petite poste" och "Penny Post" som förebilder planerades med myndigheternas begivande inrättandet i Stockholm av liknande företag, 1774 av en Biörkdahl, 1825 av grosshandlaren N. Kemner ("tvåskillingsposten"), 1831 av överstelöjtnanten C. de Mottoni och 1832 av kaptenen F.L. Rosenqvist af Åkershult. Inget av dessa företag, av vilka åtminstone det förstnämnda förefaller ha stannat vid blotta avsikten, rönte någon framgång. Däremot hade den av Emanuel Mallén 1838–55 skötta gångposten en viss betydelse. 
Efter erhållen oktroj började ett av redaktören Anders Jeurling bildat aktiebolag, Stadsposten, i december 1887 sin verksamhet inom Stockholm. Ett "huvudkontor" öppnades, gula brevlådor utplacerades på ett flertal platser i staden, särskilda frimärken tillverkades och saluhölls samt en "poststadga för Stockholms stadspost" utgavs. År 1888 startade Ellen Wiberg (1864–1949) en liknande firma i Göteborg, Göteborgs stadspost, om än i betydligt mindre skala och som nedlades redan i mars 1889.
Dessa företeelser påkallade statsmakternas uppmärksamhet. Dylika privata postinrättningars nytta ifrågasattes till följd av bristande prestationsförmåga och de ständiga förväxlingarna (vid Stockholms stadspost omkring 150 fall dagligen) av deras och postverkets brevlådor, och man såg en fara i, att om de inrättades till avsevärt antal på olika orter, kunde de genom samverkan begränsa den statliga postverksamheten. I en kunglig kungörelse av den 21 december 1888 fastslogs därför statligt monopol på att mot avgift besörja regelbunden befordran av förseglade eller eljest tillslutna brev samt brevkort att gälla från den 1 oktober 1889, och genom kungligt brev av den 10 september 1889 bemyndigades Generalpoststyrelsen att för 3 143 kronor inköpa AB Stadspostens i Stockholm materiel. 
De så kallade stadsbudsexpeditionernas och liknande affärsföretags åtaganden att inom ett samhälle vid sidan av sin egentliga verksamhet ombesörja rent tillfällig befordran av expressbrev betraktades däremot inte som ett intrång i det statliga postmonopolet.